# Odalisque (Matisse, Amsterdam)
Pour les articles homonymes, voir Odalisque.
Odalisque est un tableau réalisé par le peintre français Henri Matisse en 1920-1921. Partie de la série des Odalisques, cette toile représente une jeune femme brune assoupie sur un divan, son corsage entrouvert sur sa poitrine. L'œuvre est conservée au Stedelijk Museum Amsterdam, à Amsterdam, aux Pays-Bas. Elle a été acquise pendant la Seconde Guerre mondiale par contrainte exercée sur son propriétaire, Juif. Il s'est agit d'une spoliation d'œuvre d'art par le régime nazi. 
Cette peinture doit être restituée en 2024 aux descendants de son ancien propriétaire, mort en camp en 1945.